# Lenox Township (Ohio)
Lenox Township ist eines von 27 Townships des Ashtabula Countys im US-Bundesstaat Ohio. Nach der Volkszählung im Jahr 2000 waren hier 1388 Einwohner registriert.

## Geografie
Lenox Township liegt im geografischen Zentrum des Ashtabula Countys im äußersten Nordosten von Ohio, ist im Norden etwa 25 km vom Eriesee entfernt und grenzt im Uhrzeigersinn an die Townships: Jefferson Township, Denmark Township, Dorset Township, Cherry Valley Township, New Lyme Township, Rome Township, Morgan Township und Austinburg Township.

## Verwaltung
Das Township wird durch ein Board of Trustees, bestehend aus drei gewählten Mitgliedern, verwaltet. Zwei Personen werden jeweils im Jahr nach der Präsidentschaftswahl gewählt und eine jeweils im Jahr davor. Die Amtszeit dauert in der Regel vier Jahre und beginnt jeweils am 1. Januar. Daneben gibt es noch einen Township Clerk (Schriftführer), der ebenfalls im Jahr vor der Präsidentschaftswahl auf eine vierjährige Amtszeit gewählt wird. Dessen Amtszeit beginnt jeweils am 1. April.